# Nowy Dwór (Hopowo)
Nowy Dwór (kaszb. Nowi Dwòr) – kolonia wsi Hopowo w Polsce, położona w województwie pomorskim, w powiecie kartuskim, w gminie Somonino. Wchodzi w skład sołectwa Hopowo.
W latach 1975–1998 kolonia administracyjnie należała do województwa gdańskiego.